# Demons Are a Girl’s Best Friend
Demons Are a Girl’s Best Friend – pierwszy singel z siódmego studyjnego albumu niemieckiego zespołu Powerwolf grającego power metal. Został wydany 25 maja 2018.
Utwór otrzymał platynową płytę w Czechach.

## Teledysk
Teledysk został opublikowany w serwisie YouTube 25 maja 2018. Opowiada historię o demonie i sześciu zakonnic, które nie mogą oprzeć się cielesnemu pożądaniu. Wokalista zespołu Attila Dorn gra rolę księdza.
Keyboardzista zespołu Falk Maria Schlegel w wywiadzie z metalnews.pl powiedział, że tematem piosenki jest niewinność i uwodzenie.

## Lista utworów
1. Demons Are a Girl’s Best Friend
2. Armata Strigoi (Live at Masters of Rock Festival 2015)
3. Coleus Sanctus (Live at Masters of Rock Festival 2015)

## Wykonawcy i personel
- Attila Dorn – wokal
- Matthew Greywolf – gitara elektryczna
- Charles Greywolf – gitara basowa
- Falk Maria Schlegel – organy, keyboard
- Roel van Helden – perkusja
- Jens Bogren – miksowanie
- Tony Lindgren – mastering
- Zsofia Dankova – ilustracja